# Johan Norberg (Musiker)

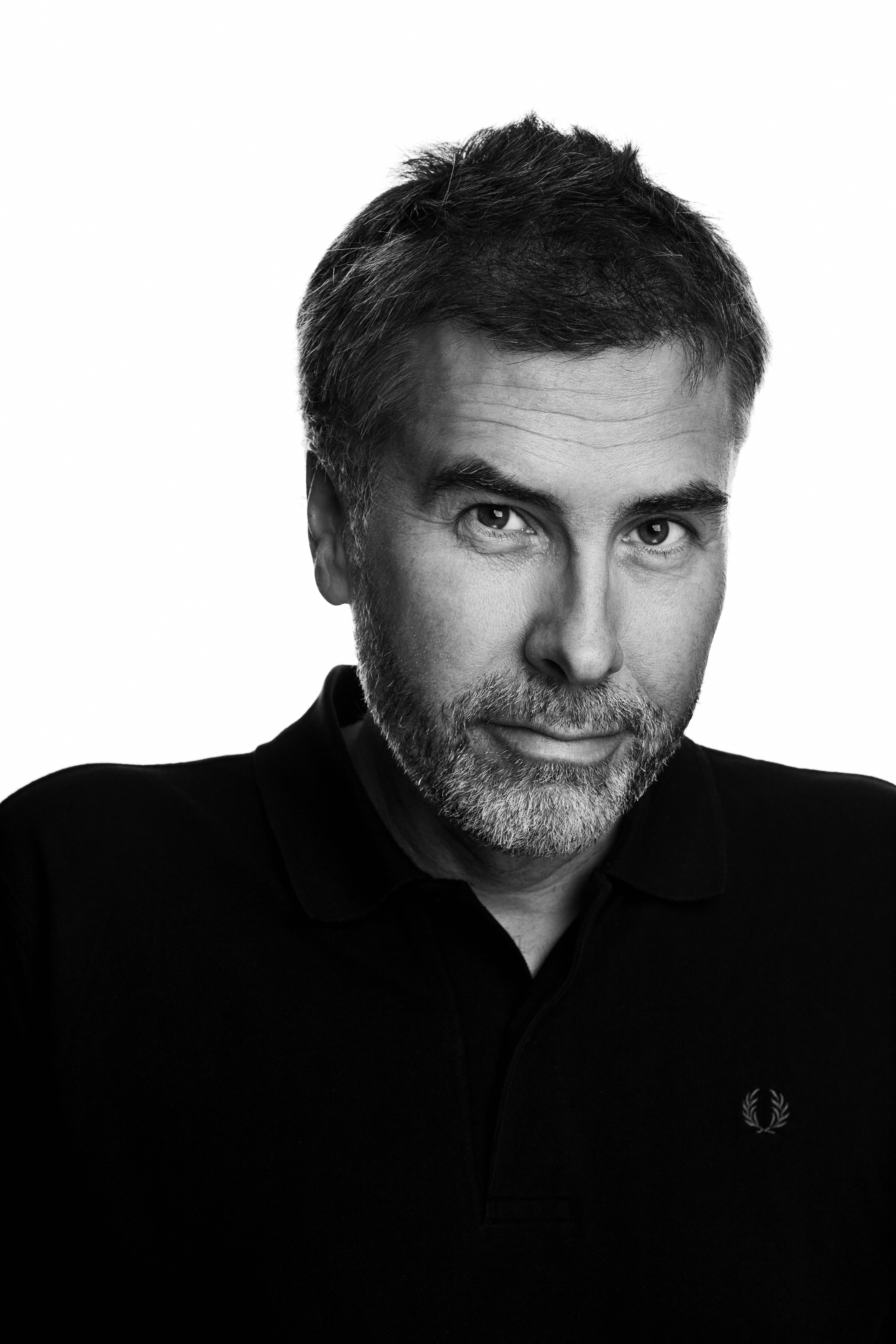
Johan Norberg

Johan Norberg (* 22. September 1959 in Lycksele, Schweden) ist ein schwedischer Gitarrist. Er spielte auf mehr als hundert Alben, vor allem im Bereich Jazz. Zu seinen erfolgreichsten Alben gehören die im Duo Chapter Two mit Nils Landgren veröffentlichten Alben. Mehrere seiner Alben wurden für den Grammy nominiert.

## Leben

### Frühe Jahre
Norberg wurde in Lycksele in Südlappland geboren und wuchs dort auf. Nach der Hauptschule verdiente er seinen Lebensunterhalt drei Jahre lang als Gitarrenlehrer in Umeå. Von 1978 bis 1979 war er studienvorbereitend ein Jahr an der Birkagårdens Folkhögskola bei Stockholm, um dann 1982 zwei Semester am Berklee College of Music in Boston, USA, zu studieren. Seit 1979 ist er freischaffender Gitarrist. Seine ersten Studioaufnahmen stammen aus dem Jahr 1980 mit der Band White Orange, die aber ohne Bedeutung blieb.

### Erfolge als Studio- und Livemusiker
Der erste Song, der es mit Norberg in die Charts schaffte, war Give Peace a Chance mit Randy Crawford, der 1982 ein kleiner Hit in Österreich wurde. 1987 gründeten Norberg und der Posaunist Nils Landgren das Jazzduo Chapter Two. Sie haben die beiden Alben Chapter Two und Chapter Two 2 aufgenommen, von denen mehr als 20.000 Expemlare verkauft wurden. Das Duo gab über 300 Konzerte. Chapter Twos Debütalbum Chapter Two wurde 1990 für einen Grammy Award nominiert. Johan Norberg tourte von 1987 bis 1997 als freischaffender Rock/Pop-Gitarrist mit Anne-Lie Rydé, Anders Glenmark, Niklas Strömstedt, Ulf Lundell, Mikael Rickfors, Lisa Nilsson, Meja und Pugh Rogefeldt sowie als Mitglied der Coverband The Husbands zusammen mit Niklas Strömstedt, Lasse Lindbom und Micke „Syd“ Andersson von 1989 bis 1990.
In Zusammenarbeit mit dem Saxophonisten Jonas Knutsson hat Norberg drei Alben unter dem Gruppennamen Norrland aufgenommen. Alle wurden 2005, 2006 und 2008 für den Grammy nominiert. Als Jazzgitarrist wirkte Norberg an mehreren Produktionen mit der schwedischen Radio Jazz Group mit, darunter mit George Russell, Andrew Homzy und Kenny Wheeler. Ab 1997 nahm Norberg wiederholt beim Jazzfestival Jazz Baltica teil. Als Studiomusiker hat Norberg an mehr als 100 Alben u. a. mit Eva Dahlgren, Cornelis Vreeswijk, Fred Åkerström, Monica Zetterlund und Stina Nordenstam mitgewirkt und als Produzent mit Meja, Wille Crafoord, Jojje Wadenius, Ulf Lundell, Regina Lund, Cajsa Stina Åkerström, Sven-Bertil Taube, Svante Thuresson gearbeitet. Von 1992 bis 1993 trat er als „Ein-Mann-Hausband“ in der schwedischen TV4-Sendung Steffo auf. Operationen an seiner linken Hand in den Jahren 1989 und 1994 führten dazu, dass er mehrere Finger nicht mehr benutzen konnte. Dadurch entwickelte Norberg eine neue Technik mit verschiedenen Arten von offenen Stimmungen, die seitdem sein Markenzeichen sind.

### Spätere Jahre
In jüngerer Zeit schreibt Norberg regelmäßig in der Zeitschrift Vi, dem Gitarrenmagazin Fuzz und in anderen Magazinen. Des Weiteren arbeitet Norberg als Kolumnist im Programm Jazzradion bei Sveriges Radio P2. Für diese Arbeiten wurde er mit dem Tidskriftspriset 2014 in der Kategorie „Kolumnist des Jahres“ ausgezeichnet, für die er bereits 2009 nominiert wurde. Norberg debütierte 1994 als Sommer-Talker auf Sveriges Radio P1. Von 2006 bis 2013 nahm er am Unterhaltungs-Panel des Morgenprogramms SVT Morgon auf Sveriges Television teil.

### Privat
Seit 2004 ist Norberg mit der Sängerin Jessica Pilnäs verheiratet und hat vier Kinder.

## Diskografie (Auswahl)

### Alben
| Jahr | Titel                         | Höchstplatzierung, Gesamtwochen, AuszeichnungChartplatzierungen (Jahr, Titel, Platzierungen, Wochen, Auszeichnungen, Anmerkungen) | Höchstplatzierung, Gesamtwochen, AuszeichnungChartplatzierungen (Jahr, Titel, Platzierungen, Wochen, Auszeichnungen, Anmerkungen) | Anmerkungen                                                                                            |
| Jahr | Titel                         | SE | DE | Anmerkungen                                                                                            |
| ---- | ----------------------------- | --- | --- | --- |
| 1987 | Chapter Two                   | — | — | mit Nils Landgren (German Jazz Award Nomination)                                                       |
| 1999 | 5000 Miles                    | SE58 (1 Wo.)SE | DE— Gold (German Jazz Award)DE | mit Nils Landgren Funk Unit                                                                            |
| 2004 | Norrland                      | — | — | im Duo mit Jonas Knutson                                                                               |
| 2006 | Christmas with My Friends     | SE12 Gold · (4 Wo.)SE | DE— Platin (German Jazz Award)DE                                                                                                  | mit u. a. Nils Landgren, Viktoria Tolstoy, Jeanette Köhn, Sharon Dyall, Ida Sandlund, Bugge Wesseltoft |
| 2008 | Christmas with My Friends II  | SE44 (4 Wo.)SE | DE— Platin (German Jazz Award)DE                                                                                                  | mit Nils Landgren, Jeanette Köhn, Sharon Dyall, Ida Sandlund, Jonas Knutsson                           |
| 2012 | Christmas with My Friends III | SE24 (4 Wo.)SE | DE69 Platin (German Jazz Award) · (2 Wo.)DE                                                                                       | mit Jonas Knutsson, Nils Landgren, Jeanette Köhn, Jessica Pilnäs, Sharon Dyall, Eva Kruse und Ida Sand |
| 2014 | Eternal Beauty                | — | DE66 Gold (German Jazz Award) · (1 Wo.)DE                                                                                         | mit Michael Wollny, Nils Landgren, Lars Danielsson, Rasmus Kihlberg                                    |